# Devin Bronson
Devin Bronson, ameriški kitarist, * 15. maj 1983, Seattle, Washington, Združene države Amerike.
Bronson je nekdanji glavni kitarist Avril Lavigne, občasno pa igra tudi z Ashley Parker Angel. Bronson je zamenjal Evana Taubenfelda, ko je ta zapustil skupino Avril Lavigne leta 2004. Bronson in Taubenfeld sta še vedno dobra prijatelja. Bronsonov prvi nastop z Avril Lavigne je bil na koncertu Fashion Rocks! v New Yorku, kasneje pa je zapustil njeno skupino in zdaj sodeluje v skupini Evana Taubenfelda z imenom The Black List Club, kjer prav tako igra glavno kitaro.